# 1997 GH22
1997 GH22 är en asteroid i huvudbältet som upptäcktes den 6 april 1997 av LINEAR i Socorro County, New Mexico.
Asteroiden har en diameter på ungefär 4 kilometer.